# Cocconeidaceae
Famille
Les Cocconeidaceae sont une famille d'algues de l'embranchement des Bacillariophyta, de la classe des Bacillariophyceae et de l’ordre des Achnanthales.

## Étymologie
Le nom vient du genre type Cocconeis, dérivé du préfixe grec κοκκοσ- / kokkos-, « graine ; pépin ; baie », et du suffixe -neis dont l'étymologie n'a pas été explicitée par Ehrenberg lorsqu'il créa le genre en 1835 ; il pourrait s'agir du grec νηίς / nēís, naiade, une « nymphe aquatique » de la mythologie grecque, faisant littéralement du Cocconeis une « graine aquatique ». Or une Naïade étant une déesse des eaux douces, cette explication est peu probable.
Selon Paul Silva « neis est dérivé du grec νηυς / nèys, la forme ionique et épique de ναῦς / nays (latin navis, bateau), donnant le radical -neid de Cocconeidaceae ».

## Liste des genres
Liste des genres selon AlgaeBase (25 avril 2022) :
- Amphicocconeis M.De Stefano & D.Marino, 2002
- Anorthoneis Grunow, 1868
- Bennettella R.W.Holmes, 1985
- Campyloneis Grunow, 1862
- Cocconeiopsis Witkowski, Lange-Bertalot & Metzeltin, 2000
- Cocconeis Ehrenberg, 1836 genre type
- Epipellis R.W.Holmes, 1985
- Psammococconeis M.Garcia, 2001
- Vikingea Witkowski, Lange-Bertalot & Metzeltin, 2000
- Xenococconeis C.Riaux-Gobin, 2014

## Systématique
Le nom correct complet (avec auteur) de ce taxon est Cocconeidaceae Kützing, 1844.